# 恶梦 (1976年电影)
《恶梦》（英語：Nightmare in Badham County）是1976年美国广播公司的一部电视电影。
故事情节为加利福尼亚大学洛杉矶分校的白人女大学生凯茜和好友黑人女大学生黛安，暑假自驾到美国南部，被小镇警长比姆陷害扣押，强奸了黛安，然后又串通了当地法官，把她们投入当地监狱农场罚做三十天苦役。凯茜想给父亲打个电话被看守打得死去活来；十五岁的白人女孩艾米赖恩被场长强奸后自杀。两名女大学生越狱出逃中，黛安用生命掩护了凯茜。凯茜的父亲终于来到了监狱农场，凯茜获释了，这场“恶梦”结束了。
该片1979年由上海电影译制厂译制出品，1981年在中国公映，引起轰动。女主角德博拉·拉芬成为首位在中国做电影上映路演的西方演员，成为八十年代初期中国观众最为熟悉的外国演员之一，并成为最早访问中国的西方演员之一。